# 第二代瓦德格雷夫伯爵詹姆斯·瓦德格雷夫
詹姆斯·瓦德格雷夫（英語：James Waldegrave，1715年3月4日—1763年4月13日），第二代瓦德格雷夫伯爵，第一代伯爵詹姆斯·瓦德格雷夫的長子。

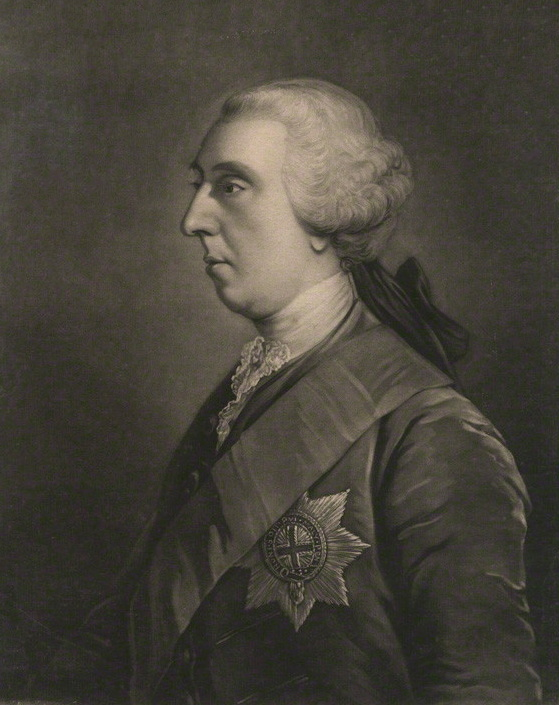

1756年底，德文郡公爵被任命為第一財政大臣（相當於首相職位），以取代辭職的紐卡索公爵。然而身為下議院領袖的威廉·皮特於1757年4月被國王喬治二世解除職務；為了填補產生的權力空缺，喬治二世於6月8日任命瓦德格雷夫為第一財政大臣並組織新的政府。無法達成國王的要求，瓦德格雷夫於6月12日下台，由德文郡公爵繼續擔任第一財政大臣。

## 家庭
1759年，瓦德格雷夫與瑪麗亞·沃波爾結婚，兩人共有三個女兒：
1. 伊莉莎白（英语：Elizabeth Waldegrave, Countess Waldegrave）（1760年—1816年），瓦德格雷夫伯爵夫人
2. 夏洛特（英语：Charlotte FitzRoy, Countess of Euston）（1761年—1808年），尤斯頓伯爵夫人
3. 安妮（1762年—1801年），休·西摩（英语：Lord Hugh Seymour）之妻，兩人之子霍雷斯是查爾斯·史賓賽的外祖父